# Halic György
Halic György, románul: Gheorghe Halic (Arad, 1943. július 13. – Budapest, 2023. június 9.) matematikus, egyetemi tanár, az aradi Aurel Vlaicu Egyetem alapító rektora.

## Származása, családja
A második világháború idején, római katolikus szülők gyermekeként látta meg a napvilágot. Édesapja Halic Iván (születési vezetéknevén Hálik), aki nemzetközi kapcsolatokból (Bécs) és közgazdaságtanból (Párizs) szerzett diplomát, sakkmester és -edző is volt (1936-ban Románia sakkbajnoka). Édesanyja Macskásy Edith volt (Macskásy Zoltán matematikatanár leánya, és Macskásy Sándor matematikatanár unokája), akinek testvérei közül Macskásy Árpád gépészmérnök, tanszékvezető egyetemi tanár, a Budapesti Műszaki Egyetem Épületgépészeti Tanszékének megszervezője, Macskásy Attila matematika-fizika-vegytan szakos tanár, gimnáziumigazgató, és Macskásy Előd, aradi születésű magyar-kanadai matematikus, sakkmester volt.
Felesége, Poienaru Lucia erdélyi óvónő volt (Poienaru Alexandru görögkatolikus pap és Petri Paulina tanítónő leánya). Két gyermekük született, mindkettő matematikus lett.

## Életpályája
A középiskolát Aradon végezte a Ioan Slavici Líceumban (jelenlegi Moise Nicoară Főgimnázium), majd 1966-ban a Babeș–Bolyai Tudományegyetem matematika–mechanika karán szerzett diplomát. Ezt követően Erdélyben, majd Arad megyében és Arad városában tanított matematikát (többek között azon líceumban is, amelynek egykoron maga is tanulója volt). Doktori tanulmányait eredetileg a neves, aradi születésű matematikaprofesszor, Tiberiu Popoviciu vezetésével kezdte meg, majd a professzor elhunyta után Elena Popoviciu professzor asszonynál folytatta. 
Doktori disszertációját 1976-ban védte meg. Akadémiai pályafutása a temesvári Traian Vuia Politechnikai Intézetben (jelenleg: Temesvári Műszaki Egyetem) kezdődött. 1975 őszétől 1989 őszéig a Temesvári Műszaki Egyetem Szenátusi Hivatalának megbízásából irányította az almérnökök esti tagozatát Aradon. Ezen időszakban az aradi almérnöki szekción, és Temesvárott, a Traian Vuia Politechnikai Intézetben tanított.
Halic György az 1989-es forradalom után mozgósította az összes érdekelt felet, és kezdeményezte a szükséges lépéseket egy – Temesvártól független – aradi állami egyetem létrehozása érdekében (Aradi Felsőoktatási Intézet néven). A Nevelésügyi Minisztérium alapítórektor-státusszal őt nevezte ki, az 1990.05.18-i 567-es számú kormányhatározat és az Országos Nevelésügyi Miniszter 7751/1990 számú rendelete alapján létesült egyetem megszervezésére. Az egyetem 1991-ben vette föl az Aurel Vlaicu nevet.
Halic György elnöke volt a Román Matematikai Társaság (SSMR) aradi fiókjának, és tagja az SSMR Országos Tanácsának.

## Munkássága

### Könyvei
● Halic, Gheorghe Matematici. Curs. Algebră liniară şi programare liniară. Timișoara, Institutul politehnic „Traian Vuia”, 1978
● Halic, Gheorghe Matematici. Curs. Funcții de o variabilă reală, Timișoara, Institutul politehnic „Traian Vuia”, 1980.
● Halic, Gheorghe Matematici superioare. Funcții de mai multe variabile reale Timișoara, Institutul politehnic, 1983.
● Halic, Gheorghe Matematici. Îndrumator de seminar. Timișoara, Institutul politehnic „Traian Vuia” 1981
● Halic G. Analiză matematică, set minimal de probleme, Ed. UAV 1991
● G. Halic, E. Halic, Neutrix calculus, Budapest University of Technology and Economics, (2003).